# 崔楠根
崔 楠根（チェ・ナムクン、최남근）は、満州国軍および大韓民国陸軍の軍人。創氏改名時の日本名は松山（名は不明）。

## 経歴
1911年、満州間島省和龍県西城村に生まれる。吉林第一高級中学校卒業。
1938年3月、中央陸軍訓練処に入学。吉林の第2教導隊で基礎軍事訓練を受けた後、訓練処で学び、1939年12月、第7期卒業。見習軍官を経て、1940年4月に歩兵少尉任官。間島特設隊に配属され、第1連排長として服務。丁一権、桂仁珠と共に日本のシベリア鉄道爆破を目的とした特殊部隊で3か月間爆破訓練を受けた後、独立憲兵隊に配属され、遼河方面に出動した。
第2次世界大戦終戦時は間島特設隊新兵教育隊副隊長。
終戦後は北朝鮮に入ったが、間島特設隊の経歴から北で生きていく道はないと考え、1945年12月に金白一と白善燁と共に越南。
1946年2月26日付で軍事英語学校卒業扱いで任中尉（軍番10053番）。大邱で創設中の第6連隊に赴任し、同連隊A中隊長。第6連隊は、国軍準備隊大邱地区部隊を吸収したので、左翼的色彩の強い連隊に成りつつあり、そこに崔楠根が中隊長として赴任してきた。4月2日に中隊長として赴任してきた金鍾碩とは思想的に結合し、互いに尊敬し合っていたという。9月に下士官教育隊長となったが、細胞の拡張に努めていたとされ、この時感化された下士官の1人は表武源だという。
1946年10月27日、B中隊とC中隊の編成を終えると、大隊長に昇格し、任大尉。
1947年2月1日、第2大隊を編成し、連隊長に昇格、任少佐。表武源や姜太武らと体内の細胞拡張に努めたとされる。
1947年12月1日、第8連隊長、任中佐。
1948年6月18日、第15連隊長。
1948年10月19日、麗水・順天事件が勃発すると、第1大隊を指揮して河東、光陽方面に出動したが、玉谷面で待ち伏せに遭って撤退を命じた。しかし尖兵中隊の車両3両が遺棄されたので、これを回収に向かいそのまま行方不明となった。
10月27日、智異山南麓の花開場に現れ、光州に護送して訊問すると「反軍の捕虜になったが、機会を見て脱出してきた」と供述し、これが称えられ、11月12日付で第4旅団参謀長に栄転した。しかし総司令部で訊問調書を点検しているうちに不審な点を発見したので、上京を命じると、崔は行方を晦ました。全国に非常手配して11月15日に大田で逮捕され、軍法会議に付された。ここで反軍の金智會部隊との接触を自白したが、これは金智會の妻の証言とも一致した。金智會部隊を離れたのは、上司、同僚、部下と殺しあう惨状に耐えられず、金智會の妻の黙認で脱出し、出頭命令に応じなかったのは、金智會との約束を破ることを恐れたからという。
1949年5月26日、水原山麓で銃殺。
2008年4月29日に民族問題研究所と親日人名辞典編纂委員会が発表した親日人名辞典収録対象者軍部門に記載。

## 人物
韓国公刊史は「知識、統率、経歴、人格、年齢等で部下将兵の尊敬と信望を集めていた。彼は右翼的言動でその正体をカモフラージュしたため、彼が密かに体内で細胞組織を扶植していたことはわからなかった」と述べている。
白善燁によれば、間島特設隊時代は爆破作業が得意で、よく爆破漁で魚を取って喜々としていた天真爛漫な青年将校であったという。戦後に左傾化した件については、平壌で再開した時もとくに変わったところは無く、南下を勧めた際も「ゲリラを追い回していた我々には北韓で生きる道はないよな」とすぐに同意し、ソウルに入った後も韓国軍に入隊しようと言い出したわけではなかった。大邱勤務時に急速に左傾化したか、麗水・順天事件で同僚や部下と相争うことに心痛して、なんとか収拾しようと独断専行して反乱部隊を説得しようとしたのが裏目に出たのではないかと推測している。